# Nya territorierna

Nya territorierna inom Hongkong.

Nya territorierna (新界), (förkortat NT eller N.T.), efter det engelska namnet New Territories, är den nordligaste, största och nyaste delen av Hongkong. Området är 953,48 km² stort och mer än hälften av arealen är landsbygd. Nya territorierna är ett av Hongkongs tre huvudområden (de andra är Kowloon och Hongkongön).

## Administration
Nya territorierna består av följande administrativa distrikt:
- Islands
- Kwai Tsing
- Norra Hongkong
- Sai Kung
- Sha Tin
- Tai Po
- Tsuen Wan
- Tuen Mun
- Yuen Long